# Vedanga
Els Vedanga (‘membres del Veda’) són sis disciplines auxiliars per a la comprenssió del Vedes:
- Siksa: fonètica i fonologia (sandhi)
- Chandas: mètrica poètica
- Vyakarana: gramàtica
- Nirukta: etimologia
- Jyotisha: astrologia i astronomia. Relacionat amb els dies favorables per a realitzar sacrificis.
- Kalpa: rituals